# Robert Smoktunowicz
Robert Maciej Smoktunowicz (ur. 30 stycznia 1962 w Warszawie, zm. 9 września 2024) – polski prawnik i polityk, adwokat, senator V i VI kadencji.

## Życiorys
Absolwent II Liceum Ogólnokształcącego im. Stefana Batorego w Warszawie (1980). Na początku lat 80. był działaczem Niezależnego Zrzeszenia Studentów na Uniwersytecie Warszawskim i w stołecznych strukturach NZS. Uczestniczył później w Ruchu Młodej Polski, a w 1987 współtworzył Ruch Polityki Realnej, na bazie którego powstała Unia Polityki Realnej. Należał do założycieli Towarzystwa Gospodarczego w Warszawie.
W 1986 ukończył studia na Wydziale Prawa i Administracji Uniwersytetu Warszawskiego. Aplikację adwokacką odbył w Warszawie, po czym w 1991 podjął praktykę w zawodzie adwokata. Kierował firmą prawniczą R. Smoktunowicz & L. Falandysz, którą prowadził wspólnie z Lechem Falandyszem. W 1995 został doradcą prawnym ambasady Włoch w Polsce. W latach 1997–1998 był ekspertem Krajowej Rady Radiofonii i Telewizji. Publikował felietony w czasopismach „Home & Market” i „Gentleman”.
W czasie wyborów prezydenckich w 2000 był doradcą Andrzeja Olechowskiego i pełnomocnikiem jego komitetu wyborczego. Organizował Stowarzyszenie Obywatele dla Rzeczypospolitej, którego został wiceprzewodniczącym. Przystąpił do Platformy Obywatelskiej, był jej ekspertem prawnym i członkiem rady krajowej partii. W wyborach parlamentarnych w 2001 uzyskał mandat senatora V kadencji w okręgu podwarszawskim z ramienia komitetu Blok Senat 2001. Zasiadał w Komisji Ustawodawstwa i Praworządności. W 2005 po raz drugi został senatorem z rekomendacji Platformy Obywatelskiej. W Senacie VI kadencji pracował ponownie w Komisji Praw Człowieka i Praworządności oraz w Komisji Ustawodawczej.
We wrześniu 2007 zrezygnował z członkostwa w PO. W przedterminowych wyborach parlamentarnych w tym samym roku bezskutecznie kandydował do Senatu z okręgu warszawskiego jako bezpartyjny przedstawiciel Lewicy i Demokratów (z rekomendacji Partii Demokratycznej). W 2009 przystąpił do Stronnictwa Demokratycznego, pełnił funkcję skarbnika tej partii. W wyborach w 2015 jako kandydat niezależny startował ponownie bez powodzenia do Senatu, zajmując przedostatnie, 5. miejsce w okręgu podwarszawskim.
We wrześniu 2023 został wykreślony z listy adwokatów.
Pochowany na cmentarzu Wojskowym na Powązkach.

## Życie prywatne
Ożenił się z Hanną Kedaj, a następnie z Zofią Ragankiewicz. Miał dwoje dzieci.

## Odznaczenia
- Oficer Orderu Zasługi Republiki Włoskiej (2001)[18]